# Рагби 15 репрезентација Словеније
Рагби јунион репрезентација Словеније је рагби јунион тим који представља Словенију у овом контакнтом екипном спорту. У партизанској комунистичкој Југославији никада ниједан словеначки рагби клуб није освојио титулу државног првака. Данас је најуспешнији РК Љубљана који учествује у такмичењу Регионална лига у рагбију. Први званичан тест меч рагби јунион репрезентација Словеније одиграла је 1992. и победила Аустрију 21-19. Највећу победу словеначки рагбисти остварили су 2007. када су победили БИХ са 77-5. Најтежи пораз рагбистима Словеније нанела је Рагби јунион репрезентација Шпаније 2005. 76-6. Рагби јунион репрезентација Словеније такмичи се у дивизији 2Ц Куп европских нација.

## Тренутни састав
Давид Хорват
Игор Михелић
Бостјан Танко
Урбан Магусар
Нејц Ситар
Макс Зукић
Изток Јаворник
Блаз Пилко
Јака Сајевић
Драган Јовановић
Блаз Хабјанић
Дали Суљић - капитен
Андреј Субић
Дамијан Ахацић
Енеј Радељ Семров
Дамјан Јовић
Грега Миљус
Симон Гомбац
Жарко Крсмановић
Зига Јаворник Печник
Тит Хочевар
Ловро Самбол
Лука Миклић